# Bittor Aboitiz
Pas d'image ? Cliquez ici

a Compétitions nationales et continentales officielles uniquement.

b Matchs officiels uniquement.
Dernière mise à jour le 26 octobre 2023.
Bittor Aboitiz, né le  5 octobre 1988 à Bilbao, est un joueur de rugby à XV espagnol évoluant au poste de pilier. 

## Biographie

### Carrière en club
Bittor Aboitiz débute en sénior avec le Getxo RT en 2008. A la fin de la saison, il est intégré à l'effectif du Basque Korsarioak qui évolue en Liga Superibérica, puis intègre les rangs du Bera Bera Rugby dans la foulée. Après une saison à Bera Bera, il part en France et intègre les rangs de l'US Tours en Fédérale 1. En manque de temps de jeu (seulement 5 rencontres disputées), il retourne en Espagne et rejoint son ancien club à Getxo, de retour dans l'élite du rugby espagnol.
Il passe trois saisons à Getxo, avant de retenter sa chance en France. Il rejoint le SA Mauléon en Fédérale 1, au sein duquel il s'impose comme un joueur majeur, étant titularisé à 25 reprises pendant ses deux saisons au club. Après cela, il rejoint le Stade Rodez sur les conseils de Mathieu Roca, joueur international espagnol et capitaine du club. Après une première saison compliquée (seulement 5 matchs en tant que remplaçant), il monte petit à petit en puissance au sein du club. Il dispute 16 rencontres (mais seulement 4 en tant que titulaire) lors de sa deuxième saison au club, puis 20 (dont 12 en tant que titulaires) lors de sa troisième. 
Mais au terme de l'exercice 2018-2019, le Stade Rodez fait faillite. Bittor Aboitiz doit donc trouver un nouveau club. Il rebondit finalement à l'AS Bédarrides Châteauneuf-du-Pape, toujours en Fédérale 1. Il dispute trois saisons avec Bédarrides, puis rejoint en 2022 l'US seynoise.

### Carrière en sélection
International avec les moins de 19 ans espagnol, il obtient une première convocation avec les séniors en 2012. Il lui faudra néanmoins attendre 2018 pour fouler une première fois les pelouses sous le maillot espagnol, à l'occasion d'un test match face aux Samoa. Il retrouve la sélection en 2021, à l'occasion du championnat d'Europe

## Statistiques

### En club
| 2008-2009 | Getxo RT                          | ?  | ?  |
| 2009      | Basque Korsarioak                 | ?  | ?  |
| 2009-2010 | Bera Bera Rugby                   | ?  | ?  |
| 2010-2011 | US Tours                          | 5  | 0  |
| 2011-2012 | Getxo RT                          | ?  | ?  |
| 2012-2013 | Getxo RT                          | ?  | ?  |
| 2013-2014 | Getxo RT                          | ?  | ?  |
| 2014-2015 | SA Mauléon                        | 17 | 5  |
| 2015-2016 | SA Mauléon                        | 18 | 10 |
| 2016-2017 | Stade Rodez                       | 5  | 0  |
| 2017-2018 | Stade Rodez                       | 16 | 5  |
| 2018-2019 | Stade Rodez                       | 20 | 10 |
| 2019-2020 | AS Bédarrides Châteauneuf-du-Pape | 13 | 10 |
| 2020-2021 | AS Bédarrides Châteauneuf-du-Pape | 3  | 0  |
| 2008-2021 | Total                             | 97 | 40 |

### En sélection
| Année | Compétition | Matchs | Points | Essais | Transf. | Drops | Pénal. |
| ----- | ----------- | ------ | ------ | ------ | ------- | ----- | ------ |
| 2018  | Test        | 1      | -      | -      | -       | -     | -      |
| 2021  | REC         | 5      | 5      | 1      | -       | -     | -      |
| 2022  | REC         | 1      | -      | -      | -       | -     | -      |
| 2022  | Test        | 3      | -      | -      | -       | -     | -      |
| 2023  | REC         | 4      | -      | -      | -       | -     | -      |
| 2023  | Test        | 1      | -      | -      | -       | -     | -      |
| Total | Total       | 15     | 5      | 1      | -       | -     | -      |